# راشد بن حمود الدريبي
راشد بن حمود الدريبي هو ثالث أمراء إمارة آل أبو عليان المعروفين، وفي عهده بني السور الأول لبلدة بريدة والمعروف بسور الدريبي، وفي سنة 1183 للهجرة قام النزاع في بيت الحكم فَطُرد الأمير راشد واستولى عبد الله بن حسن بن محمد آل حسن على الحكم وبقي يحكم حتى سنة 1183 للهجرة حين تحالف الأمير راشد مع الأمير عريعر بن دجين آل حميد أمير الأحساء والقطيف واستعان بجنوده للعودة للحكم، وفي السنة التي تلتها غزته الدولة السعودية الأولى في عهد عبد العزيز بن محمد آل سعود بقيادة ابنه سعود فأعاد الأمير عبد الله للحكم فقام هذا الأمير بقتل 50 من أبناء عمومته الدرابى، وقد ظل الأمير راشد الدريبي ينازع آل حسن الحكم حتى مقتله في سنة 1194 للهجرة.